# 统一阿萨姆奶茶
统一阿萨姆奶茶是统一企业于2009年10月在中国大陸市场推出的一种奶茶。据称，该奶茶是由印度阿萨姆邦的红茶搭配新西兰的牛奶制作而成。该奶茶还请来艺人阿sa为其代言。之后有网民和媒体爆出该产品存在的品質问题，使其信誉受到质疑。

## 质疑
有网友爆料称，在饮用买来的阿萨姆奶茶后，觉得胃部难受，还从瓶中倒出疑似避孕套的物体。后统一公司回应称，异物为消费者开启瓶子后，放置时间过久导致变质而形成的变质物。并且统一在其官方网站发布声明称，其公司所生产的所有奶茶饮料产品均完全符合国家品質标准。